# Jan-Armin Eichhorn
Pour les articles homonymes, voir Eichhorn.
Jan-Armin Eichhorn, né le 8 mai 1981 à Sonneberg, est un lugeur allemand ayant pris part à des compétitions dans les années 2000 et 2010.

## Biographie
Au cours de sa carrière, Jan-Armin Eichhorn a participé aux Jeux olympiques d'hiver de 2006 où il termine sixième de l'épreuve. Aux mondiaux, il a réussi à décrocher la médaille de bronze en 2007 à Igls derrière son compatriote David Möller et l'Italien Armin Zöggeler. Enfin en coupe du monde, son meilleur classement final est une troisième place lors de la saison 2009 et a remporté deux épreuves individuelles en 2006.
Il prend sa retraite sportive en 2012 afin de se reconvertir en tant qu'entraîneur de luge.

## Palmarès

### Championnats du monde
- médaille de bronze en individuelle en 2007.

### Coupe du monde
- 6 podiums individuels : 
  - en simple : 2 victoires, 2 deuxièmes places et 2 troisièmes places.
- 5 podiums en relais : 4 victoires et 1 troisième place.

#### Détails des victoires en Coupe du monde
| Édition   | Piste   | Total |
| 2005-2006 | Oberhof | 1     |
| 2008-2009 | Oberhof | 1     |